# Tropiocolotes nubicus
Espèce
Statut de conservation UICN

 DD  : Données insuffisantes
Tropiocolotes nubicus est une espèce de geckos de la famille des Gekkonidae.

## Répartition
Cette espèce se rencontre dans la vallée du Nil en Égypte et au Soudan.

## Publication originale
- Baha El Din, 1999 : A new species of Tropiocolotes (Reptilia: Gekkonidae) from Egypt. Zoology in the Middle East, vol. 19, p. 17-26.